# Papiu Ilarian
Papiu Ilarian é uma comuna romena localizada no distrito de Mureș, na região histórica da Transilvânia. A comuna possui uma área de 26.09 km² e sua população era de 999 habitantes segundo o censo de 2007.